# ハイパーオリンピック
『ハイパーオリンピック』（英題：Track & Field）とは、1983年にコナミが発売したアーケードゲーム。およびその続編シリーズの総称。後のシリーズ作品では「ハイパースポーツ」や「コナミックスポーツ」などのタイトルで発売されたものもある（後述）。
本稿では、アーケード版の1作目を中心に記述する。

## 概要
アーケード版は1984年ロサンゼルスオリンピックがテーマとなっており、ゲーム化と「オリンピック」名称の使用にあたっては日本オリンピック委員会、ロサンゼルス・オリンピック委員会からの許諾を受けている。店頭ポスターやポップなどには公式キャラクターである「イーグルサム」が描かれていた。
操作パネルには、中央のJUMPボタンの左右にRUNボタンが1つずつ配置されている。RUNボタンを連打するとキャラクターの走行速度が上がり、JUMPボタンによって跳躍や投擲の動作を行う。JUMPボタンを押す長さにより跳躍や投擲の角度が変化する。結果が規定値を超えると次の種目に進むことができ、全ての競技をクリアすると規定値が厳しい2周目が始まる。
収録競技は100メートル競走、走幅跳、やり投、110メートルハードル、ハンマー投、走高跳の全6種類。全ての競技でボタンを連打する必要があるため、指の爪やコインなどでこすったり、定規などをボタンに押し付けはじいて振動させたりといった、連打速度を上げるための方法が多々生み出された。日本全国のゲームセンターにおいて、このゲームの筐体のRUNボタンの破損やその周囲がすり減っていることが多かった。なお、当初は全5種目で開発されていたが、開発スタッフの1人が女子やり投のティーナ・リラクに惹かれて強引にやり投を加えたため、全6種目となった。
本作において確立された「連打&タイミング」による操作方法は続編や他社発売の類似ゲームでも継承されており、同ジャンルの雛形となった。ただし、連打については、本作のボタンの消耗が激しかった教訓を元に「複数のボタンを交互に押す」「一定のテンポで押す」といった具合に、一つのボタンだけが高速連打されないよう配慮されたゲームが多い（ないしは、あえて高速連打されることを前提とした特製のボタンを備えた専用筐体とするなどの考慮がされる）。

## 移植版

### 一覧
| タイトル                              | 発売日                                                    | 対応機種                      | 開発元                       | 発売元         | メディア                                | 型式                    | 備考                       | 出典   |
| ------------------------------------- | --------------------------------------------------------- | ----------------------------- | ---------------------------- | -------------- | --------------------------------------- | ----------------------- | -------------------------- | ------ |
| ハイパーオリンピック                  | 1984年                                                    | LSIゲーム                     | バンダイ                     | バンダイ       | 内蔵ゲーム                              | -                       | 全3種                      |        |
| ハイパーオリンピック チャレンジ5      | 1984年                                                    | LSIゲーム                     | バンダイ                     | バンダイ       | 内蔵ゲーム                              | -                       |                            |        |
| ハイパーオリンピック1 Track & Field 1 | 1984年4月 1984年                                          | MSX                           | コナミ工業                   | コナミ         | ロムカセット                            | RC710                   |                            |        |
| ハイパーオリンピック2 Track & Field 2 | 1984年4月 1984年                                          | MSX                           | コナミ工業                   | コナミ         | ロムカセット                            | RC711                   |                            |        |
| Track & Field                         | 1984年7月                                                 | Apple II コモドール64         | アタリ                       | アタリ         | フロッピーディスク                      |                         |                            |        |
| Track & Field                         | 1984年8月                                                 | Atari 2600                    | General Computer Corporation | アタリ         | ロムカセット                            |                         |                            |        |
| Track & Field                         | 1984年8月                                                 | Atari 8ビット・コンピュータ   | アタリ                       | アタリ         | フロッピーディスク                      | -                       |                            |        |
| ハイパーオリンピック Track & Field    | 1985年6月21日 1987年4月 1992年2月20日                     | ファミリーコンピュータ        | コナミ工業                   | コナミ         | ロムカセット                            | RC800                   | ハイパーショット対応       |        |
| Track & Field                         | 1988年                                                    | ZX Spectrum                   | Ocean Software               | Ocean Software | フロッピーディスク                      | -                       |                            |        |
| 気軽に! 幅跳び 気軽に! やり投げ       | 2002年2月4日                                              | FOMA各種 （iアプリ）          | コナミ                       | コナミ         | ダウンロード （コナミスポーツシリーズ） |                         |                            | [ 6 ]  |
| 気軽に! 幅跳び 気軽に! やり投げ       | 2002年4月17日                                             | J-SKY （Javaアプリ）          | コナミ                       | コナミ         | ダウンロード （コナミスポーツシリーズ） |                         |                            | [ 7 ]  |
| 気軽に! 幅跳び 気軽に! やり投げ       | 2002年7月22日                                             | ezplus対応機種 （EZアプリ）   | コナミ                       | コナミ         | ダウンロード （コナミスポーツシリーズ） |                         |                            | [ 8 ]  |
| ハイパートラック＆フィールド          | 2006年                                                    | Windows                       | コナミ工業 (移植元)          | アイレボ       | ダウンロード (i-revo)                   |                         | MSX版の移植                | [ 9 ]  |
| コナミ アーケード コレクション        | 2007年3月15日 2007年3月27日 2007年10月26日 2007年10月29日 | ニンテンドーDS                | M2 (移植担当)                | KDE            | DSカード                                | NTR-P-A5KJ NTR-ACXE-USA | 日本国外アーケード版の移植 |        |
| Track & Field                         | 2007年8月8日                                              | Xbox 360                      | Digital Eclipse (移植担当)   | KDE            | ダウンロード (Xbox Live Arcade)         | -                       | 日本国外アーケード版の移植 | [ 10 ] |
| Track & Field                         | 2019年9月12日                                             | Nintendo Switch PlayStation 4 | ハムスター (移植担当)        | ハムスター     | ダウンロード （アーケードアーカイブス） | -                       | 日本国外アーケード版の移植 | [ 11 ] |

LSIゲーム版
ハイパーオリンピック
バンダイより発売。液晶画面を使用。走る、跳ぶ、投げるを題材にした、それぞれ陸上競技2種目ずつが収録され、全部で3種類が発売された。
- ランニングタイプ ： 100メートル競走、110メートルハードル
- ジャンピングタイプ ： 走り幅跳び、走り高跳び
- スローイングタイプ ： やり投げ、ハンマー投げ

ハイパーオリンピック チャレンジ5（LSIゲーム）
バンダイより発売。FL蛍光管を使用。100メートル競走・走幅跳・やり投げ・110メートルハードル・走り高跳びの5種目を収録。コンソールが2人分あり2Pプレイが可能。
MSX版
1と2に分かれており、1には100m走、走幅跳、ハンマー投に加えてオリジナルの400m走を、2には110mハードル、やり投、走高跳とオリジナルの1500m走を収録。ハンマー投はアーケード版と異なり、やり投と同じサイドビュー視点に変更されている。専用コントローラ「ハイパーショット」も同時発売。ハイパーショットの対応機種には、コネクタに互換性があるATARIやSG-1000、PC-6001なども記載されていたが、PC-6001版は発売されていない。
当時MSXの販促に力を入れていたソニーからも「HiTBiT」ブランドで発売されたが、パッケージのデザインが異なるのと1・2の表記がローマ数字になっている以外はソフト面での違いはない。家庭用ソフトとしては最も早く移植された事もあって、パソコンゲームとしては驚異的とも言える30万本もの大ヒットを記録した。
1のみスタート曲に「炎のランナー」のテーマ曲が使用されており、パッケージ裏面にJASRACの許諾マークが印刷されていた。『コナミゲームコレクション』に収録された版はオリジナルのサウンドに差し換えられている。
ファミリーコンピュータ版
ハンマー投と走高跳を除いた4種目を収録（走高跳は続編「ハイパースポーツ」でプレイ可能）。操作はRUNボタン1つとJUMPボタン1つの2ボタン制となっており、専用コントローラ「ハイパーショット」を同梱（コネクタ形状が異なるため、MSX版のハイパーショットは使用不可）。
また、当時の人気番組だったTBS系バラエティ番組『8時だョ!全員集合』（1969年 - 1985年）で放送された頭コント「志村の殿様」（後の『志村けんのバカ殿様』の原型となったコント、当時コナミは同番組末期の番組スポンサーだった）のために選手キャラクターをバカ殿に変更してラウンドセレクト機能のついたバカ殿様バージョンが制作された。1Pキャラクターのグラフィックがバカ殿に変更されたほか、競技の選択が可能となっている。当初はコント用の小道具として開発されたが、放送後に視聴者からの反響が大きかったため、1985年11月16日から数量限定として一般市販もされ、番組の懸賞用の景品にもなった。
アーケード版の移植
2007年3月15日に発売されたニンテンドーDS用ソフト『コナミ アーケード コレクション』に収録されている。携帯機という点を考慮してか、連射機能を設定することも出来る。また、同年8月8日よりXbox 360のXbox Live Arcadeにて配信が始まった。2019年9月12日にはアーケードアーカイブスの1作品として、PlayStation 4とNintendo Switchで配信された。これらのタイトルは日本国外版で使用されていた『Track and Field』になっている（詳細は#タイトルについてを参照）。

### 周辺機器
ファミリーコンピュータ版では外部デバイスは『ハイパーショット』以外使用不可とされており、実際に連射機能付きコントローラとして知名度の高いハドソンの『ジョイカードマーク2』などは認識しないため使用は不可能だが、一部連射機能付き周辺機器が非公式ながら使用可能であり、連射速度に依存する競技に限られるが、連射ボタンを押すだけで100m走が8秒台で走れるなど簡単に高記録が出せた。
ホリ電機製の周辺機器であり、トラックボールが内蔵された「ホリトラック」が使用可能である。本作はホリトラック対応ソフトとして作られた訳ではないが、本来のホリトラック対応ソフトは未所有ながらハイパーオリンピックで使うためだけに購入したというユーザーも存在した。その他、HAL研究所から発売された「ジョイボール」では、連射モードと通常モードの中間の位置にスイッチを設定することによって連射機能の使用が可能であった。
MSX版は通常のコントローラーにも対応しているが、RUNボタンがジョイスティックの右入力に割り振られるため、連射機能の恩恵を受けることはほぼ不可能である。

## 開発
当初は全5種目で開発されていたが、開発スタッフの1人が女子やり投のティーナ・リラクに惹かれて強引にやり投を加えたため、全6種目となった。
ゲーム中のアナウンス音声は当初日本語で開発していたが、雰囲気が出ないということで英語に変更された。
各種目の構成は開発当初は予選→本戦を想定していたが最終的に本戦のみとなった。標準記録のQualifyはその名残り。
表彰式に登場する女性キャラはパターンが進むにつれて薄着になっていくというアイデアがあったが、オリンピック精神に反するという理由でボツになった。
ランキング表示時に流れる映画『炎のランナー』のテーマ曲の音作りのために専用のDACチップが搭載され、その完成に3か月かかっている。この曲は正式に許諾を受けて収録されたものでインストカードにもJASRACの許諾シールが貼られていたが、後年に発売された移植版では曲がカットされたり別の曲に差し換えられているケースが散見される。

## 評価
アーケード版
批評家からは本作に関して肯定的な意見が挙げられている。ゲーメストムック『ザ・ベストゲーム2』（1998年）では『名作・秀作・天才的タイトル』と認定された「ザ・ベストゲーム」に選定され、同書にてライターのがっちんはボタンを速く連打するゲーム性に関しては「単純なコンセプト」と指摘したが、各競技の標準記録を超えるというゲーム性に関しては「競争心をあおる作品」と肯定的に評価した。また各競技はスピードだけでなくタイミングが重要である事や、定規などを使用したプレイヤーが続出した事に触れた他、「RUNボタン」が左右に付いていたため両手を使用して左右のボタンを交互に連打する事で「プレイヤーを熱くさせた」と主張した。ゲーム本『甦る 20世紀アーケードゲーム大全 Vol.1 アイデア満載! ユニークゲーム編』では、本作がナムコの『ゼビウス』（1983年）に次いで同年に大ヒットとなった事を指摘した上で、「従来のスポーツゲームとは一線を画すゲーム性で多くのプレイヤーを虜にした」と述べた他、本作のヒットにより複数の競技を収録したスポーツゲームが他のゲームメーカーからも発売される事に繋がったと述べている。また、3位以内に入る高記録を出す事でプレイヤー名が残せる事からプレイヤー同士の記録更新が白熱した事を述べている。

## 関連作品
ハイパーオリンピック'84 (AC)
1984年開催のロサンゼルスオリンピックに合わせてアーケードゲームとして発表された。後にMSXやファミリーコンピュータに『ハイパースポーツ』のタイトルで移植された。詳細はハイパーオリンピック'84参照。
ハイパースポーツスペシャル (AC)
1988年開催のソウルオリンピックに合わせてアーケードゲームとして発表された。
日本国内でアーケードで発表されたシリーズ中、唯一オリンピックの冠が付かなかった作品。
コナミックスポーツ イン ソウル (FC)
1988年9月16日に当時のコナミのファミコンのスポーツシリーズの「コナミック」ブランドとして発売された。14種目。外付けの連射コントローラ(「ジョイカード MK.II」など)の連射機能は使用不可。
バルセロナ92 (AC)
日本国外のみで発売されたアーケード作品。
日本国内では対戦格闘ゲームブームの煽りを受けたのか未発売に終わった。
コナミックスポーツ イン バルセロナ (GB)
1992年7月17日にバルセロナオリンピックにあわせて発売。11種目。
後に、1998年3月19日に『コナミGBコレクション Vol.4』で「コナミックスポーツ」として再収録されたが、わずか5種目しかなく、通信対戦機能が削除されている。
ハイパーアスリート (AC)/ ハイパーオリンピック イン アトランタ (PS)
1996年6月28日にアトランタオリンピックにあわせて発売。正式にJOCの許諾を得て、PS版では「ハイパーオリンピック」の名称が12年ぶりに復活。グラフィックはポリゴンで描かれている。
ハイパーオリンピック イン ナガノ (AC, PS, N64)
1997年2月にAC版が長野オリンピックにあわせて発売。1997年12月18日にPS版・N64版が発売した。海外版のタイトルは『Nagano Winter Olympics '98』。
ハイパーオリンピックシリーズ トラック&フィールドGB (GBC)
1999年7月1日に発売。デカスロンを題材としている。
ハイパーオリンピック ウィンター2000 (GBC)
2000年1月27日に発売。
がんばれ!ニッポン!オリンピック2000 (PS, DC, PS2, N64, GBC)
シドニーオリンピックにあわせて発売（PS・N64・GBC版は2000年7月13日、DC・PS2版は8月31日）。シリーズ最多のマルチプラットフォームでの発売だが、売り上げは芳しくなく、値崩れを起こした。
ハイパースポーツ2002ウィンター (PS2, GC, GBA, XB)
ソルトレークシティオリンピックにあわせてPS2・GC・GBA版は2002年1月31日、XB版は2月22日に発売。
ハイパースポーツチャレンジ（TV接続型ゲーム機）
2007年9月27日に発売。体感スポーツ玩具として、テレビに直接繋げてプレイする。
New International ハイパースポーツDS (DS)
2008年7月24日に発売。ミニゲームで様々なコナミキャラクターが隠しキャラクターとして登場する。
Touch KONAMI ハイパースポーツ ウインター (iPhone/iPod touch)
2010年2月12日に配信開始。
2018年6月には久しぶりの新作としてNintendo Switch用ソフト『ハイパースポーツ R』の開発が発表され、同年9月の東京ゲームショウでも試遊ができる状態だったが、2020年6月10日、開発中止が発表された。

### タイトルについて
Centuriが北米地域で発売したアーケード版では、同社が「オリンピック」の名称の使用許諾を有していなかったため、『Track & Field』の名称で発売された。
なお、1984年以降「オリンピック」という名称およびマークを使用した商品は国際オリンピック委員会（IOC）に多額のスポンサー料を支払い、許諾を得ないと発売できなくなったため、2000年の『がんばれ!ニッポン!オリンピック2000』を最後に「オリンピック」の名前が入ったKONAMIのゲームは発売されていない。続編作品の中には『ハイパースポーツ』あるいは『コナミックスポーツ』と題された続編も発売されているほか、2000年以降の『ハイパーオリンピック』の移植版は全て日本国外版に差し替えられている。
2007年以降は任天堂とセガグループによる『マリオ&ソニック』シリーズが、オリンピックの公式ライセンスを得た上で展開されるようになっている。
2020年以降、コナミデジタルエンタテインメントが「オリンピック・バーチャルシリーズ」（IOC設立）とパートナーシップを結んだり、『eBASEBALLパワフルプロ野球2020』や『eBASEBALLプロ野球スピリッツ2021 グランドスラム』には東京オリンピックモードが搭載されるなど、オリンピックに関わる動きを再び見せるようになった。

## 他社発売の類似ゲーム
デカスロン（Atari 2600, コモドール64, コレコビジョン, MSX）
1983年にアクティビジョンからリリース。十種競技をモチーフにしたスポーツゲーム。
Summer Games（Apple II, Atari 2600, コモドール64, SMS）
1984年にEpyx社からリリース。陸上競技、水泳競技、体操競技、スキート射撃などを収録。同社は本作を皮切りに様々なシリーズ作品をリリースし独自のシリーズ化を展開した。
THE運動会（AC）
1984年にタイトーからリリース。運動会をモチーフにしたスポーツゲーム。プレイヤーは全員ギャル。
ニューマンアスレチックス（AC）
1994年にナムコからリリース。超人（ニューマン）が人間離れしたアトラクションに挑むスポーツゲーム。
マッハブレイカーズ（AC）
1995年にナムコからリリース。『ニューマンアスレチックス』の続編。
デカスリート（AC, SS, PS2）
1996年にセガからリリース。十種競技をモチーフにしたスポーツゲーム。
ウィンターヒート（AC, SS）
1997年にセガからリリース。『デカスリート』のウィンタースポーツ版。